# Hand. Cannot. Erase.
Hand. Cannot. Erase. è il quarto album in studio del cantautore britannico Steven Wilson, pubblicato il 27 febbraio 2015 dalla Kscope.

## Descrizione
Hand. Cannot. Erase. è un concept album basato sulla storia di Joyce Carol Vincent, una giovane donna trovata senza vita nel proprio appartamento a due anni di distanza dalla sua morte. In quel lasso di tempo nessuno l'aveva cercata, nonostante avesse una famiglia e degli amici. Tema centrale dell'album è l'alienazione indotta da una società che, ironicamente, è sempre più connessa, dove il contatto umano è più facile, ma al tempo stesso più apatico e meno presente. La storia è raccontata da un punto di vista femminile e narra il percorso della giovane donna protagonista che, trasferendosi in città, comincia a perdere fiducia nei confronti del mondo che la circonda, isolandola in uno stato di continua sofferenza e malessere.

## Accoglienza
La rivista musicale tedesca Visions ha recensito positivamente l'album, definendolo «il The Wall della generazione di Facebook».

## Tracce
Testi e musiche di Steven Wilson.
1. First Regret – 2:01
2. 3 Years Older – 10:18
3. Hand Cannot Erase – 4:13
4. Perfect Life – 4:43
5. Routine – 8:58
6. Home Invasion – 6:24
7. Regret #9 – 5:00
8. Transience – 2:43
9. Ancestral – 13:30
10. Happy Returns – 6:00
11. Ascendant Here On... – 1:54

DVD bonus nell'edizione limitata
1. 5.1 + Hi-Res Stereo Mix of Each Track (DTS 96/24 5.1 & 96/24 Stereo LPCM)
2. Studio Documentary – 29:00
3. Photo Gallery (36 Photos from the Studio Sessions)

Contenuto bonus nell'edizione deluxe
- CD 2 – Demos 2013-14

1. First Regret (Demo) – 2:28
2. 3 Years Older (Demo) – 11:47
3. Hand Cannot Erase (Demo) – 4:52
4. Routine (Demo) – 10:06
5. Key of Skeleton (Demo) – 4:06
6. Ancestral (Demo) – 13:42
7. Happy Returns (Demo) – 5:42
8. Last Regret (Demo) – 3:08

- BD

1. 5.1 + Hi-Res Stereo Mix of Each Track (DTS 96/24 5.1 & 96/24 Stereo LPCM)
2. Instrumental Versions of All Album Tracks (96/24 Stereo LPCM)
3. Studio Documentary – 29:00
4. Photo Gallery (36 Photos from the Studio Sessions)
5. First Regret (Alternate Mix) – 2:05
6. Hand Cannot Erase (Radio Edit) – 3:25
7. Perfect Life (Grand Union Mix) – 7:43
8. Routine (Ninet Solo Vocal Version) – 8:58
9. Regret #9 (Alternate Take) – 4:17
10. Happy Returns (Radio Edit) – 3:53
11. Piano Themes from Hand Cannot Erase – 2:20

## Formazione
Musicisti
- Steven Wilson – basso (tracce 1, 2, 5, 6 e 7), tastiera (tracce 1, 2, 4, 6-9), programmazione (tracce 1-5, 9 e 10), effetti (tracce 1-5, 9-11), M4000 (tracce 1-10), voce (tracce 2-10), chitarra acustica (tracce 2-6, 8 e 10), chitarra elettrica (tracce 3-7), shaker (tracce 3, 5 e 6), arrangiamento coro (tracce 5, 10 e 11), banjo (traccia 7), arrangiamento strumenti ad arco e chitarra (tracce 9 e 10), hammered dulcimer (traccia 9)
- Guthrie Govan – chitarra (tracce 1, 2, 5-7, 9 e 10), chitarra a dodici corde Rickenbacker (traccia 3), chitarra solista (traccia 5)
- Adam Holzman – pianoforte (tracce 1-3, 5-7, 9-11), Hammond B3 (tracce 1-3, 5-7, 9 e 10), celesta (tracce 3 e 5), Fender Rhodes (tracce 3, 4, 6 e 9), wurlitzer (traccia 7), assolo di moog
- Dave Gregory – chitarra (tracce 2 e 10)
- Marco Minnemann – batteria (tracce 2-7 e 9)
- Nick Beggs – cori (tracce 2, 4, 5, 6, 9 e 10), basso (tracce 3 e 9), Chapman Stick (tracce 4, 6 e 10)
- Ninet Tayeb – cori (traccia 3), voce (tracce 5 e 9)
- Katherine Jenkins – voce (traccia 4)
- Leo Blair – voce solista (traccia 5)
- Dave Stewart – arrangiamento coro (traccia 5), arrangiamento e trascrizione strumenti ad arco (traccia 9)
- Schola Cantorum of the Cardinal Vaughan Memorial School – coro (tracce 5, 10 e 11)
- The London Session Orchestra – strumenti ad arco (tracce 9 e 10)
- Theo Travis – flauto e sassofono baritono (traccia 9)
- Chad Wackerman – batteria (traccia 10)

Produzione
- Steven Wilson – produzione, missaggio

## Classifiche
| Classifica (2015)          | Posizione massima |
| -------------------------- | ----------------- |
| Austria                    | 12                |
| Belgio (Fiandre)           | 26                |
| Belgio (Vallonia)          | 34                |
| Canada                     | 24                |
| Finlandia                  | 4                 |
| Francia                    | 47                |
| Germania                   | 3                 |
| Italia                     | 29                |
| Norvegia                   | 11                |
| Paesi Bassi                | 2                 |
| Regno Unito                | 13                |
| Regno Unito (rock & metal) | 1                 |
| Spagna                     | 58                |
| Stati Uniti                | 39                |
| Stati Uniti (alternative)  | 7                 |
| Stati Uniti (independent)  | 5                 |
| Stati Uniti (rock)         | 10                |
| Svezia                     | 33                |
| Svizzera                   | 17                |